# Jean-Christophe Bette
Jean-Christophe Bette (ur. 3 marca 1977 w Saint-Germain-en-Laye) – francuski wioślarz, złoty medalista w wioślarskiej czwórce bez sternika wagi lekkiej podczas Letnich Igrzysk Olimpijskich w Sydney.

## Osiągnięcia
- Mistrzostwa Świata – Kolonia 1998 – czwórka bez sternika wagi lekkiej – 1. miejsce[1][2].
- Mistrzostwa Świata – St. Catharines 1999 – dwójka bez sternika wagi lekkiej – 4. miejsce[2].
- Igrzyska Olimpijskie – Sydney 2000 – dwójka bez sternika wagi lekkiej – 1. miejsce[1][2].
- Mistrzostwa Świata – Lucerna 2001 – czwórka bez sternika wagi lekkiej – 3. miejsce[1][2].
- Mistrzostwa Świata – Lucerna 2001 – ósemka wagi lekkiej – 1. miejsce[1][2].
- Mistrzostwa Świata – Sewilla 2002 – czwórka bez sternika wagi lekkiej – 6. miejsce[2].
- Mistrzostwa Świata – Mediolan 2003 – czwórka bez sternika wagi lekkiej – 14. miejsce[2].
- Mistrzostwa Świata – Gifu 2005 – czwórka bez sternika wagi lekkiej – 1. miejsce[1][2].
- Mistrzostwa Świata – Eton 2006 – czwórka bez sternika wagi lekkiej – 2. miejsce[1][2].
- Mistrzostwa Świata – Monachium 2007 – czwórka bez sternika wagi lekkiej – 2. miejsce[1][2].
- Igrzyska Olimpijskie – Pekin 2008 – czwórka bez sternika wagi lekkiej – 4. miejsce[1][2].
- Mistrzostwa Świata – Poznań 2009 – dwójka bez sternika wagi lekkiej – 1. miejsce[2].
- Mistrzostwa Europy – Brześć 2009 – czwórka bez sternika wagi lekkiej – 1. miejsce[2].
- Mistrzostwa Europy – Montemor-o-Velho 2010 – dwójka bez sternika wagi lekkiej – 1. miejsce[2].